# Diplomatické války
Diplomatické války je označení pro spory o pravost písemností, vedené v 16. - 17. století. V jejich průběhu byly vypracovány nové postupy, které vedly k významnnému rozvoji diplomatiky. Diplomatické války se dělí se na dvě etapy.

## Bella diplomatica forensia
Tato etapa diplomatických válek zahrnuje zejména hospodářské boje, vedené pomocí starých listin včetně falz. Diplomatika byla v těchto sporech užívána jako praktická metoda k ověření pravosti, nikoliv jako svébytná věda.

## Bella diplomatica litteraria
Tato etapa zahrnuje spory historiků, ve kterých se diplomatika stává samostatnou vědeckou disciplínou s nemalým významem. Významný byla zejména pře Daniela Papebrocha a Jeana Mabillona. Belgický jezuita Daniel Papebroch napadl pravost některých benediktinských písemností. Jean Mabillon k jejich obhajobě shromáždil přes 1000 listin a použil nové srovnávací metody ověření. Pravost listin prosadil v díle „De re diplomatica libri sex“ (1681). Jeho práce znamenala velký pokrok, který nebyl až do 19. století překonán.